# Nepijte vodu
Nepijte vodu (v originále Don't Drink the Water) je divadelní hra Woodyho Allena z roku 1966. 
Premiéru měla 17. listopadu 1966 v divadle Morosco Theatre na newyorském Broadwayi. Uváděna byla až do 20. dubna 1968, do kdy byla uvedena 598krát celkem ve třech Broadwayských divadlech. Hráli v ní například Lou Jacobi, Kay Medford a Anita Gillette. Režisérem představení byl Stanley Prager. V roce 1969 byl podle hry natočen stejnojmenný film v režii Howarda Morrise. Sám Allen natočil v roce 1994 vlastní filmovou adaptaci hry.
Československá premiéra proběhla 28. 11. 1991 v Činoherním studiu Ústí nad Labem. V rolích Velvyslankyně, Axela a Waltera Hollandera vystoupili Jelena Juklová, Jaroslav Sypal a Miloš Kopečný, režii měl Petr Poledňák.
Dosud posledním nastudováním je inscenace Divadla na Vinohradech z roku 2023. Režisér Juraj Deák do hlavních rolí obsadil Jana Krafku, Viktora Javoříka a Václava Vydru.

## České překlady
- 1991 Nepijte vodu, Dana Hábová

## Obsah

### Postavy
- Velvyslanec Magee
- Axel, syn Mageeho
- Kilroy, tajemník velvyslanectví
- Burns
- Kuchař
- Walter Hollander, americký turista
- Marion, manželka Waltera
- Susan, dcera Waltera a Marion
- Páter Drobny
- Kruglov
- Baškirský sultán

### Děj
Děj se odehrává v nejmenované východoevropské zemi v době studené války. Walter Hollander si při zahraniční návštěvě vyfotí komín, načež je místními bezpečnostními složkami obviněn ze špionáže. S manželkou Marion a dcerou Susan prchá na americké velvyslanectví, které v době nepřítomnosti velvyslance řídí jeho syn Axel. Nastalá mimořádná situace vede k řadě komických okamžiků.

## České divadelní inscenace

### Soupis
- 1991 Nepijte tu vodu, Činoherní studio Ústí nad Labem, překlad: Dana Hábová, režie: Petr Poledňák, v hlavních rolích: Jelena Juklová, Jaroslav Sypal, Miloš Kopečný
- 1993  Nepijte tu vodu, Divadlo Petra Bezruče, překlad: Dana Hábová, režie: Pavel Palouš, v hlavních rolích: Pavel Handl, Milan Kačmarčík, Milan Sova
- 1994  Nepijte tu vodu, Městská divadla pražská (Divadlo Rokoko), překlad: Dana Hábová, režie: Petr Poledňák, v hlavních rolích: Petr Pelzer / Jelena Juklová, Lukáš Vaculík, Stanislav Šárský
- 2002  Nepijte tu vodu, Docela velké divadlo Litvínov, překlad: Dana Hábová, režie: Jurij Galin, v hlavních rolích: Anděla Gottsmanová, Jan Révai, Oldřich Vízner
- 2023  Nepijte tu vodu, Divadlo na Vinohradech, překlad: Dana Hábová, režie: Juraj Deák, v hlavních rolích: Jan Krafka, Viktor Javořík, Václav Vydra

### Galerie z inscenace Divadla na Vinohradech

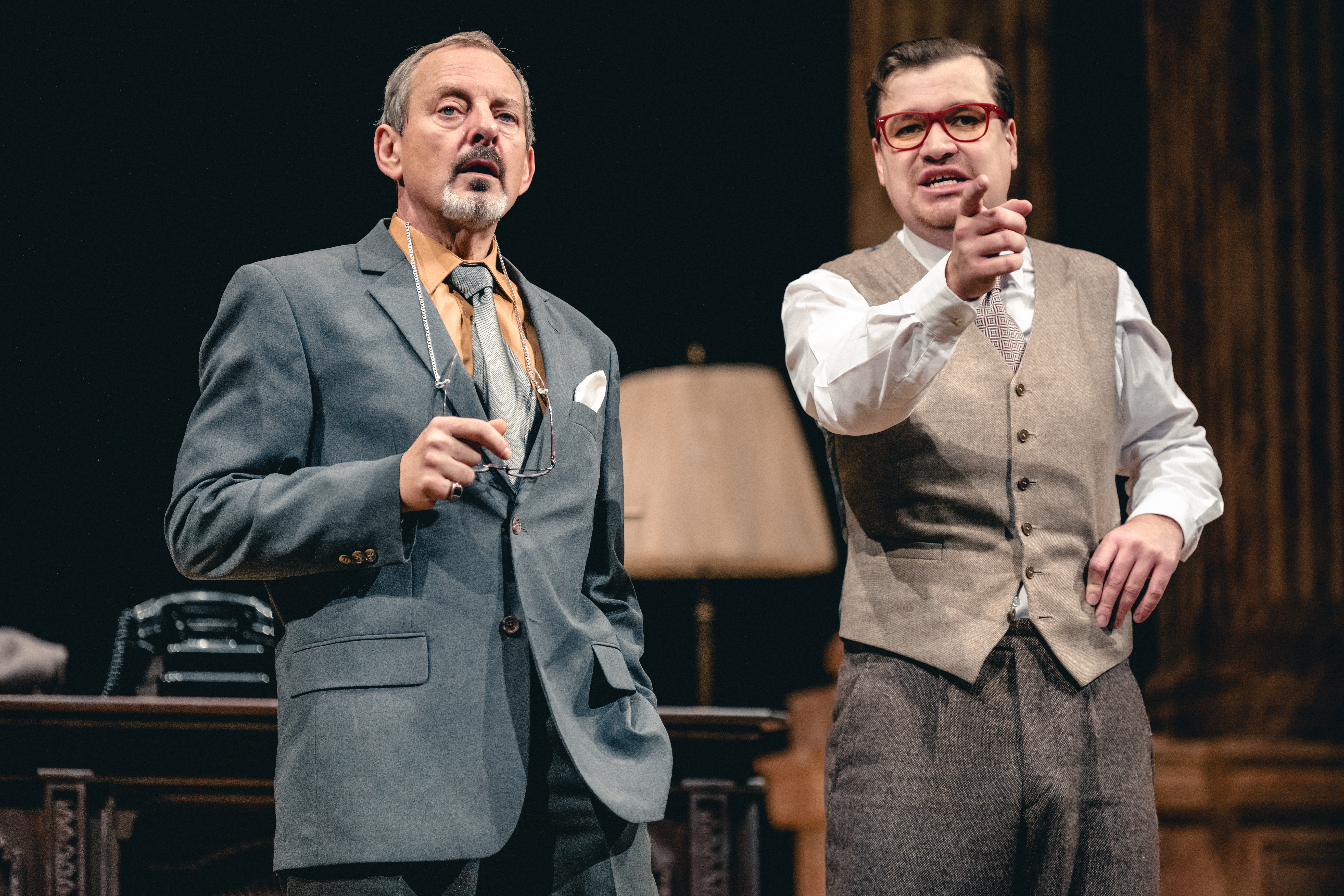
Otakar Brousek ml. jako Kilroy a Viktor Javořík jako Axel
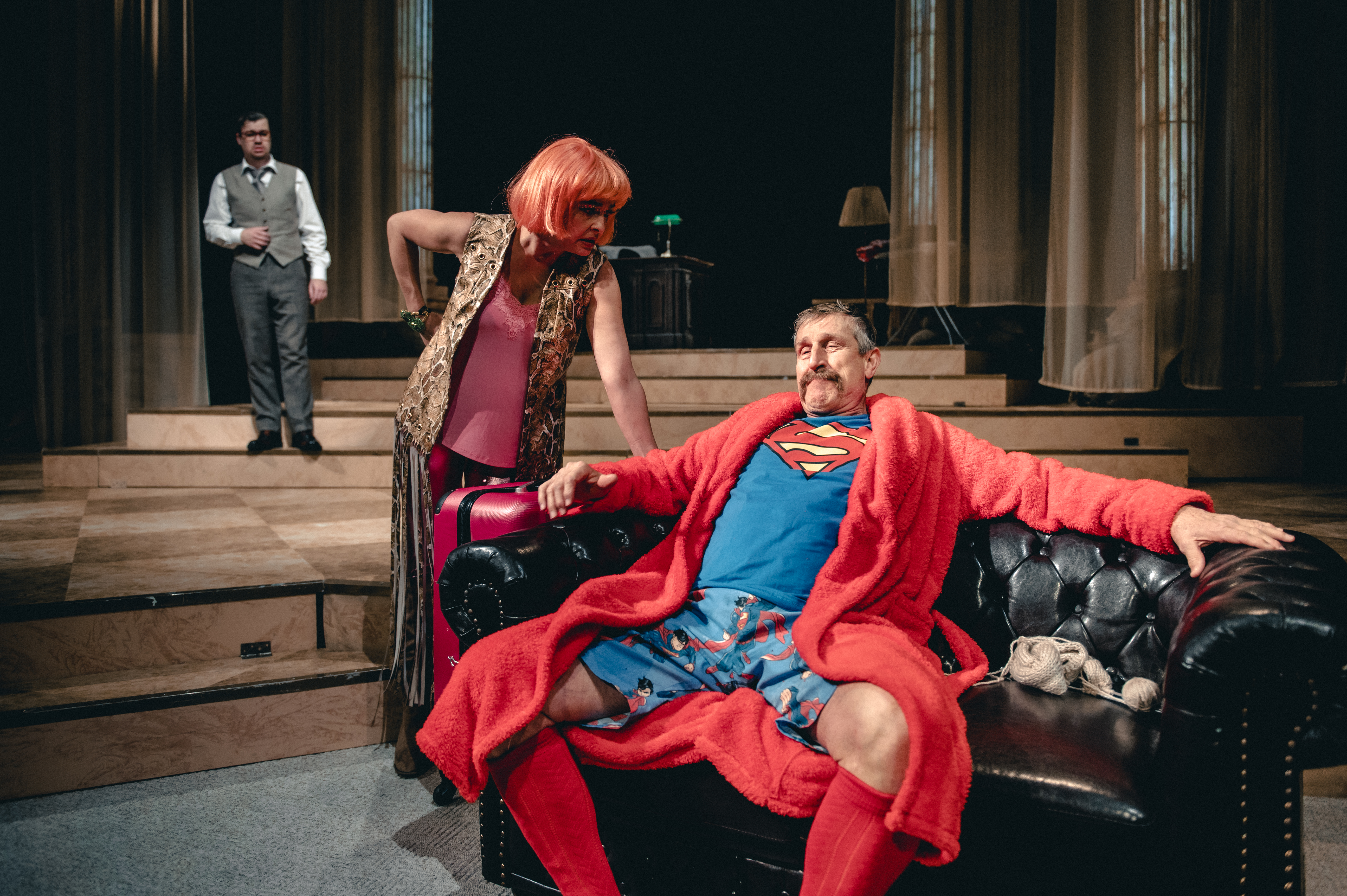
Václav Vydra jako Walter a Andrea Černá jako Marion
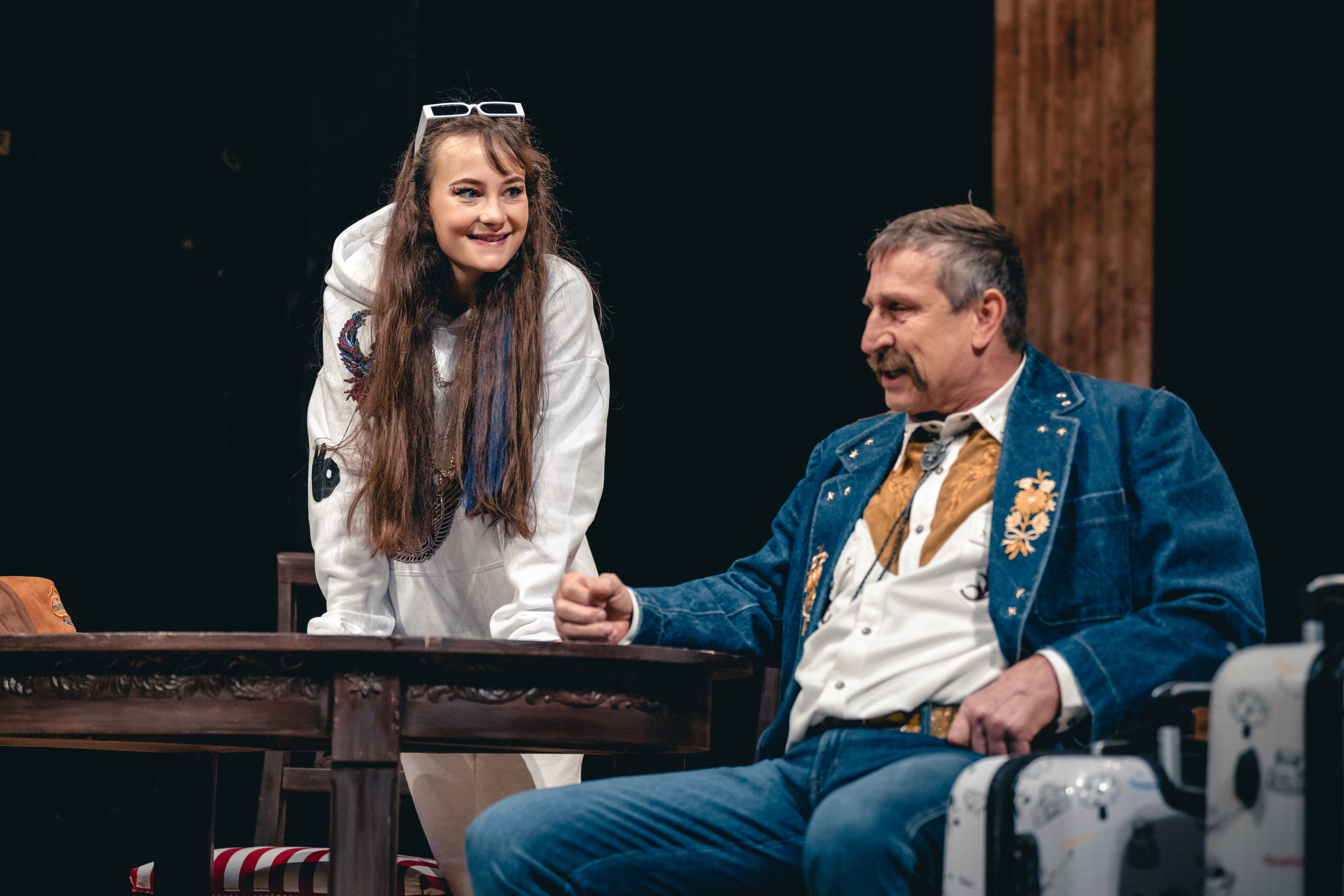
Elizabeth Kateřina McIntosh jako Susan
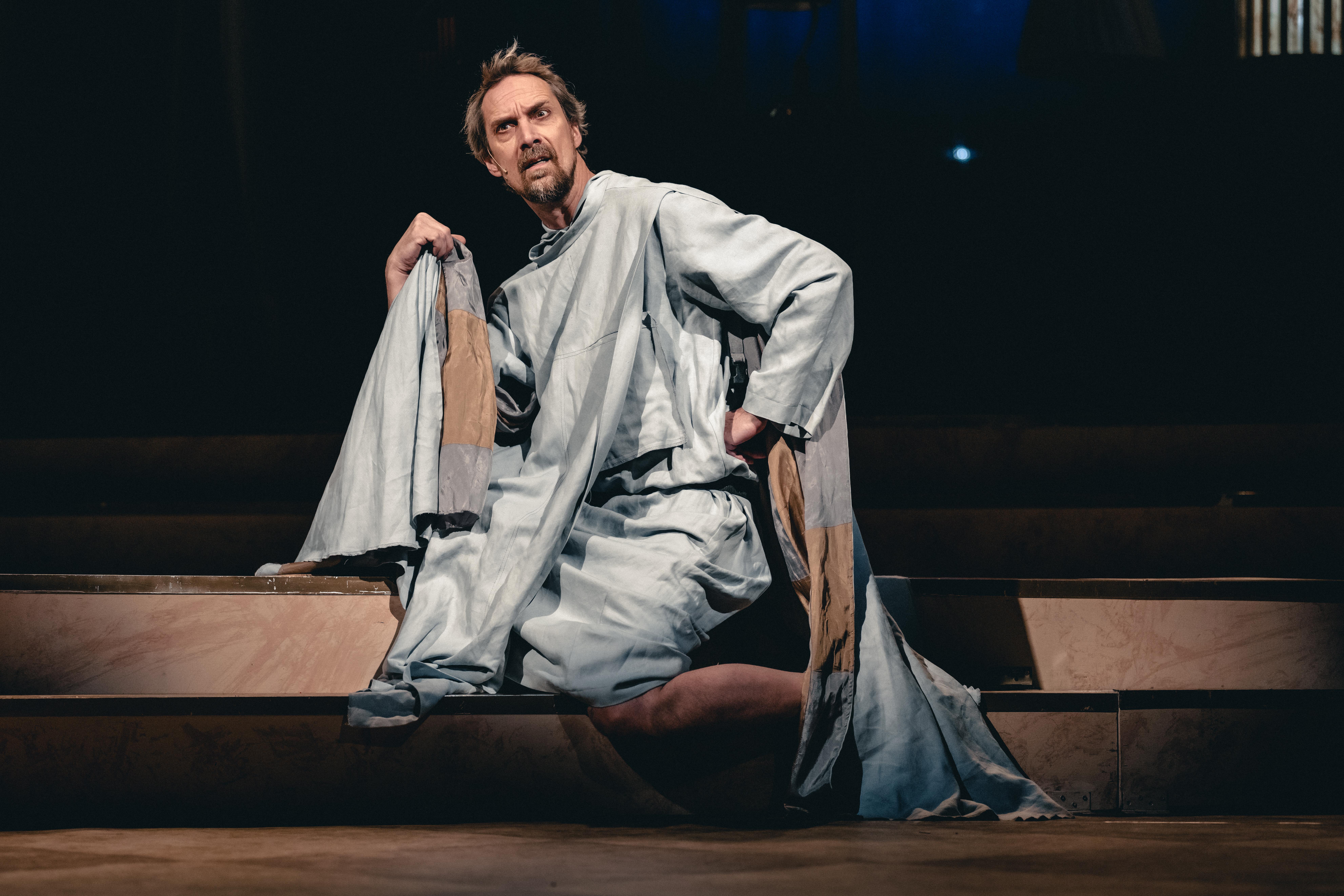
Tomáš Pavelka jako Páter Drobny
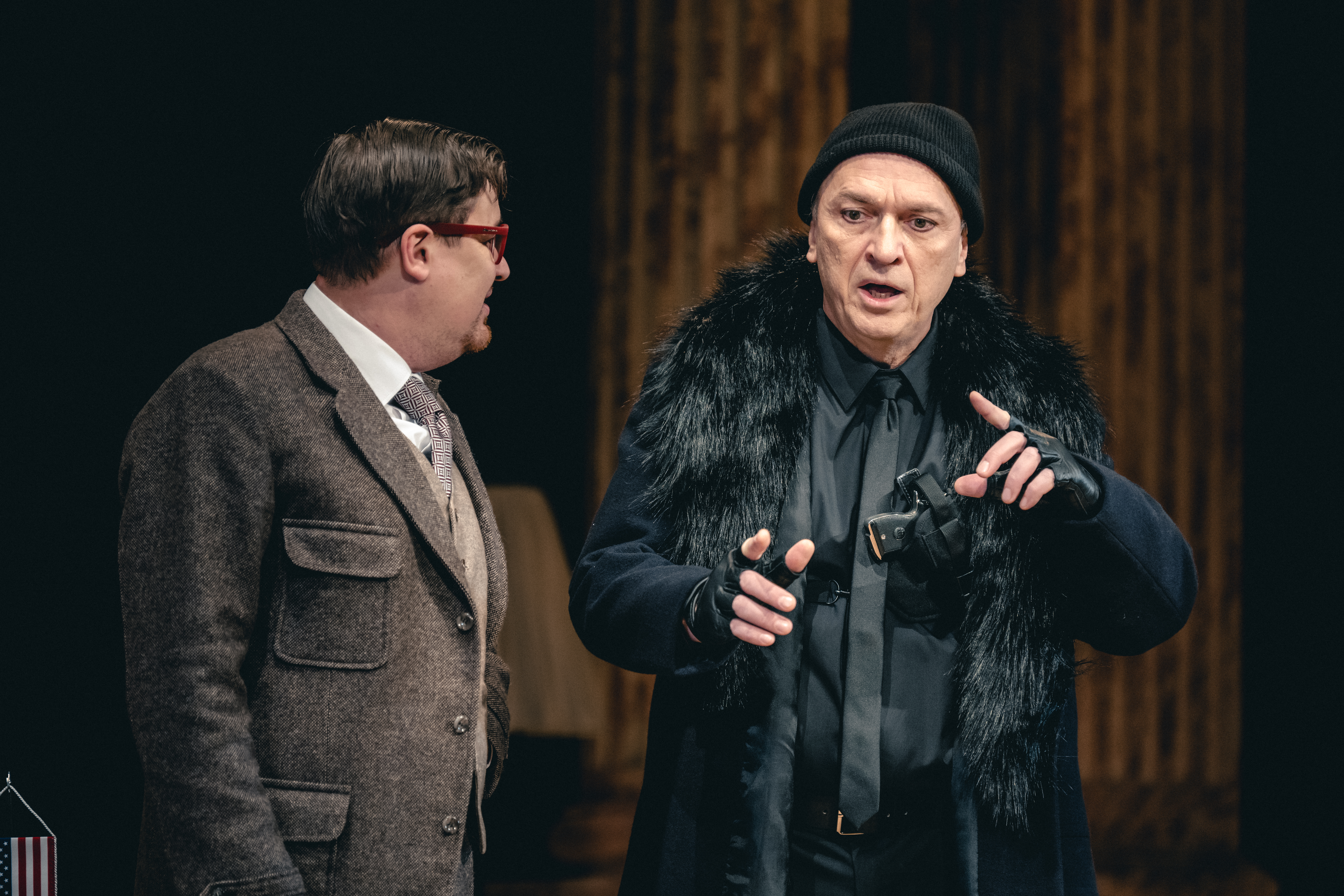
Stanislav Moskvin jako Kruglov